# Lothar Lenz

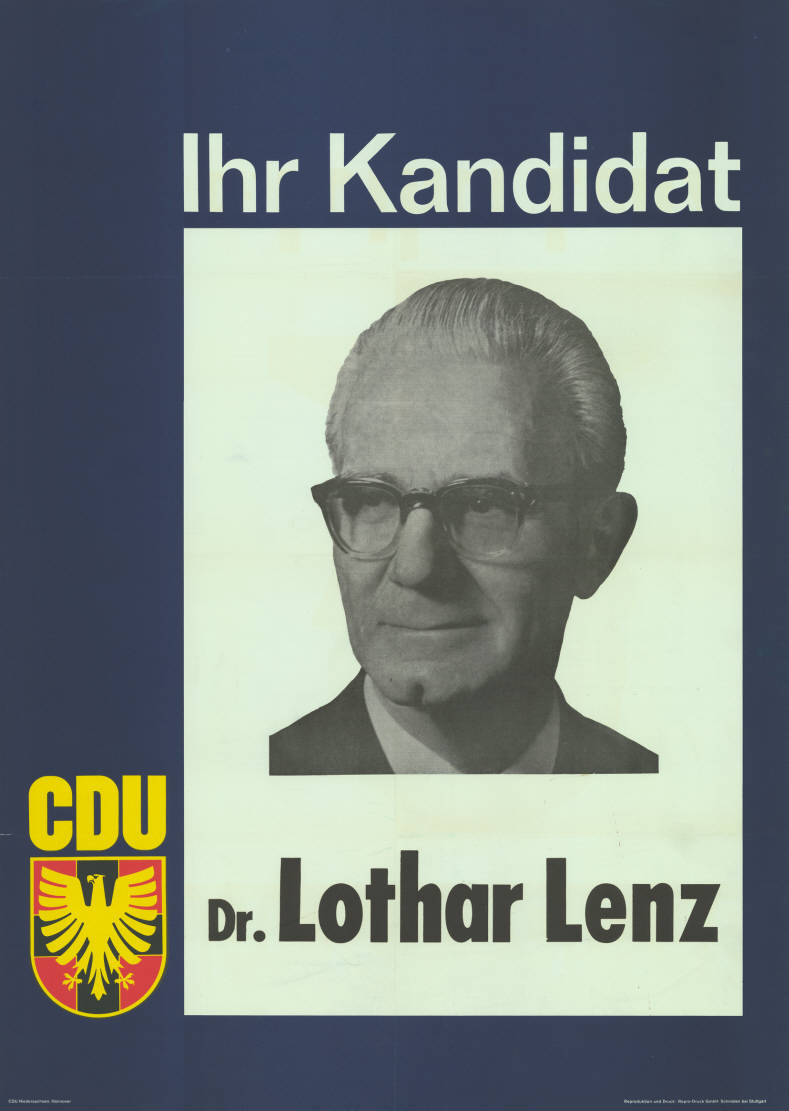
Kandidatenplakat der CDU zur Landtagswahl in Niedersachsen 1963

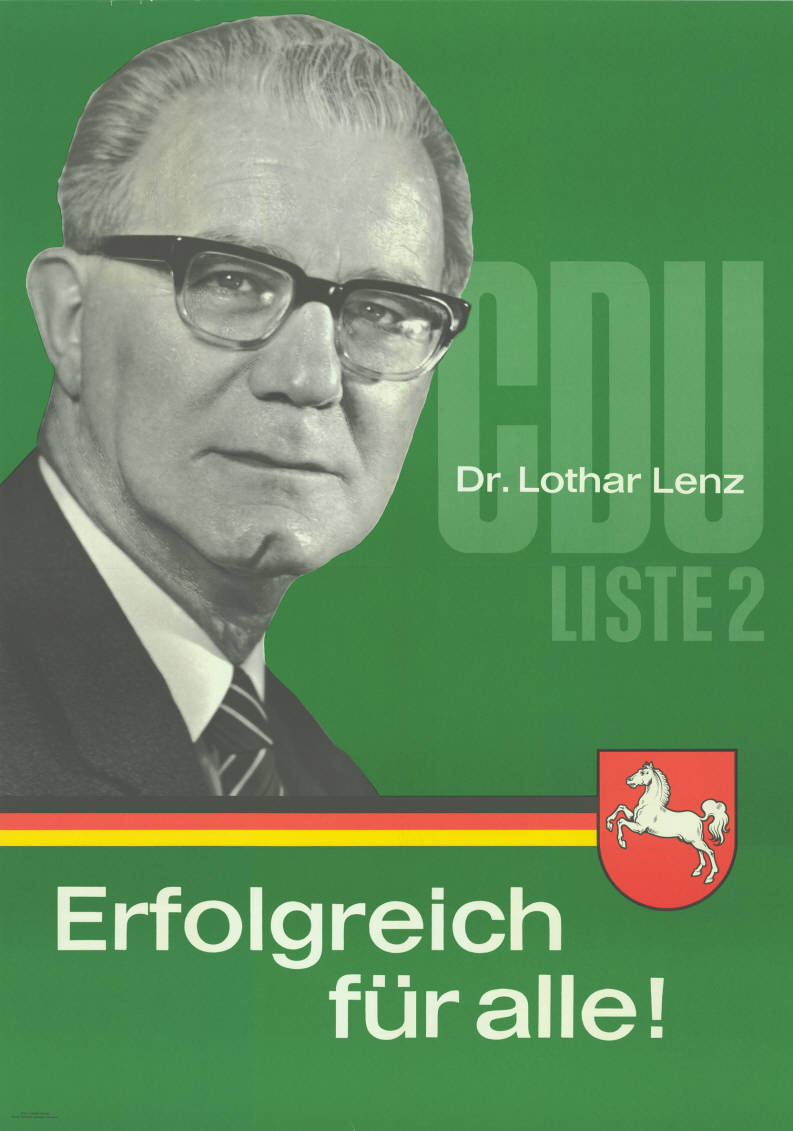
Kandidatenplakat zur Landtagswahl in Niedersachsen 1967

Lothar Lenz (* 9. Mai 1904 in Bonn; † 25. März 1983 in Hannover) war ein deutscher Politiker (CDU) und Mitglied des Niedersächsischen Landtages.
Lothar Lenz besuchte das städtische Gymnasium und erlangte dort die Hochschulreife. Er begann an der Bonner Friedrich-Wilhelms-Universität ein Studium der Staats- und Rechtswissenschaften, das er mit der staatlichen Prüfung zum Diplomvolkswirt 1925 abschloss. In der Folge arbeitete er an seiner Dissertation „Die Mietskaserne in Köln“, die er auf Anregung des Professors für Volkswirtschaft Arthur Spiethoff verfasste. Ab 1929 wirkte er in der Organisation des deutschen Haus- und Grundbesitzes;
Zum 1. Mai 1933 trat er der NSDAP bei (Mitgliedsnummer 2.325.186).
Ab 1943 wurde er Geschäftsführer des Provinzialverbandes der Haus- und Grundbesitzer in Hannover. Er wurde im Landesverband Niedersächsischer Haus- und Grundbesitzervereine e.V. Verbandsdirektor, Vorstandsmitglied der Aufbaugemeinschaft Hannover e.V., und er übernahm den stellvertretenden Vorsitz des Aufsichtsrates der „Aufbau“ Hannoversche Treuhandgesellschaft für Wohnungsbau mbH.
Vom 6. Mai 1955 bis 5. Juni 1967 war Lothar Lenz Mitglied des Niedersächsischen Landtages (3. bis 5. Wahlperiode), dabei vom 9. Mai 1955 bis 5. Mai 1959 als Mitglied der DP/CDU-Fraktion.